# Spiniraja whitleyi
A Spiniraja whitleyi a porcos halak (Chondrichthyes) osztályának rájaalakúak (Rajiformes) rendjébe, ezen belül a valódi rájafélék (Rajidae) családjába tartozó faj.
Manapság nemének az egyetlen faja, de korábban tagja volt a Dipturus, illetve a Raja nemeknek is.

## Előfordulása
A Spiniraja whitleyi előfordulási területe az Indiai-óceán délkeleti részén van. Dél-Ausztrália egyik endemikus rájája.

## Megjelenése
E rájafajnak a hímje legfeljebb 200 centiméter hosszú. A háti része szürkés vagy szürkésbarna, néhol fehér foltozással; a hasi része krémszínű vagy fehér - egyes példányoknál - szürkés foltokkal. Az úszói szélesebbek, mint hosszúak négyszögletes alakot kölcsönözve az állatnak. A közepesen hosszú orra, szélesen kerekített egy dudorral a végén. A rövid, de széles farkán bőrnyúlványok vannak, 1-3 sornyi tüskével. A háti részén is látható 1-5 tüske.

## Életmódja
Mérsékelt övi tengeri halfaj, amely általában 1-170 méteres mélységek között él. Legmélyebben 345 méteres mélységben látták. A homokos tengerfenéket kedveli. Tápláléka csontos halak, rákok, kis rákok, polipok és kalmárok.

## Szaporodása
A hím az ivarérettséget 127 centiméteresen éri el. A nőstény kicsinyeit tojástokokba rakja le. A tojástokon több, erős nyúlvány van, amelyek az aljzathoz rögzítik. A tojástok 22 centiméter hosszú, benne a kis rája 20 centiméteres.

## Felhasználása
Ennek a rájának csak kisebb mértékű halászata van. A sporthorgászok kedvelik, azonban vigyázni kell, mivel tüskéi miatt veszélyes lehet.